# Erling Linde Larsen
Pour les articles homonymes, voir Larsen.
Erling Linde Larsen, né le 9 novembre 1931 à Odense et mort le 15 décembre 2017, est un footballeur international danois. Il évoluait au poste d'arrière droit.

## Biographie

### En club
Erling Linde Larsen est joueur du B 1909 Odense de 1953 à 1966,,.
Avec Odense, il est sacré Champion du Danemark en 1959 et 1964.
En compétitions européennes, il dispute un match de Coupe des villes de foire et trois matchs de Coupe des vainqueurs de coupe pour aucun but marqué.

### En équipe nationale
International danois, il reçoit 20 sélections en équipe du Danemark entre 1956 et 1959,.
Son premier match en sélection a lieu le 1er juillet 1956 en amical contre l'Union soviétique (défaite 2-5 à Copenhague).
Son dernier match en sélection a lieu le 4 octobre 1959 contre la Finlande (victoire 4-0 à Copenhague) dans le cadre du Championnat nordique.

## Palmarès
| B 1909 Odense - Championnat du Danemark (2) : - Champion : 1959 et 1964. - Coupe du Danemark (1) : - Vainqueur : 1962. |  | Danemark - Jeux olympiques : - Argent : 1960. |